# Gabriel Auphan
Pour les articles homonymes, voir Auphan.
Gabriel Adrien Joseph Paul Auphan, né le 4 novembre 1894 à Alès et mort le 6 avril 1982 à Versailles, est un officier de marine français, du grade de contre-amiral, qui fut secrétaire d'État à la Marine du gouvernement de Vichy, d'avril à novembre 1942.

## Officier de marine
Gabriel Auphan entre à l'École navale en octobre 1911. Enseigne de vaisseau en octobre 1914, il embarque sur le croiseur-cuirassé  Jeanne d'Arc en escadre du Nord, puis en avril 1915, en Méditerranée où il participa aux opérations des Dardanelles.
En septembre 1915, affecté au service de renseignements établi dans l'île de Rouad, sur la côte de Syrie, il organise un réseau d'informateurs couvrant tout le Proche-Orient. Il continue de mener cette mission à partir d'août 1916 comme second de l'aviso Laborieux, puis à Kastellórizo sur la côte de l'Asie Mineure.
Second du sous-marin Le Verrier en septembre 1917, il fait campagne en Adriatique jusqu'à la fin de la guerre. En janvier 1919, il est envoyé à Fiume pour y servir au renseignement, puis en Égypte et au Liban. Il est promu lieutenant de vaisseau en juin 1919 et commande le sous-marin Le Verrier en Méditerranée.
Esprit éclairé, en 1921, il rédige des études sur le rôle des torpilleurs lors de la bataille du Jutland. Mais surtout il se montre visionnaire sur l'emploi tactique des sous-marins (qui n'en étaient pourtant qu'à leur début), en les faisant opérer en meutes et dans lesquelles il préconise des idées qui seront concrétisées par l'amiral Dönitz, lors de la Seconde Guerre mondiale.
En juin 1922, affecté à l'État-Major général de la marine, il est à l'origine de la construction des sous-marins de 1.200 tonnes de la  classe Requin. Il est élève à l'École de guerre navale en 1923-1924. Il commande en 1925-1926 le sous-marin Fulton en Méditerranée. Il est affecté en novembre 1926 au cabinet de Georges Leygues, ministre de la Marine, où il travaille en particulier à la mise au point du décret organique du 22 avril 1927 réorganisant la Marine. Il est promu capitaine de corvette en janvier 1927.
En 1929, il commande le torpilleur d'escadre Palme, un 1 500 tonnes, en Méditerranée. Promu capitaine de frégate en avril 1930, il dirige l'instruction des enseignes de vaisseau à l'École d'application embarquée à bord de la 1re division légère qui remplaçait provisoirement la Jeanne d'Arc. Il participe à une longue campagne sur les côtes d'Afrique, aux Antilles et en Méditerranée. En 1931, il commande le  contre-torpilleurs Guépard et, en 1932, le sister ship du Guépard, le Jaguar, dans l'escadre de Méditerranée.
En 1933, il est directeur des études puis commandant en second de l'École navale à Brest. En 1934-1935, il est affecté au cabinet de François Piétri, ministre de la Marine puis commande le croiseur Émile-Bertin en escadre dans l'Atlantique. Capitaine de vaisseau en octobre 1936, il commande en octobre 1937 la Jeanne-d'Arc et l'École d'application des enseignes de vaisseau avec laquelle il effectue un tour du monde une campagne dans l'Atlantique et le Pacifique en 1937-1938.
Il est Gouverneur militaire de la Polynésie de 1938 à 1939.
Pour préparer la guerre qui s'annonce, il est désigné pour la section d'études de l'État-Major général. Il est envoyé à Londres pour coordonner les futures opérations avec l'état-major de la Royal Navy.
Déjà, il se plaint du double jeu britannique, qui selon lui se concrétisera plus tard par l'évacuation de Dunkerque et par l'opération Catapult, la saisie des unités françaises réfugiées en Grande Bretagne, l'internement des bâtiments français à Alexandrie, l'agression par surprise de l'escadre française mouillée Mers El-Kébir, qui tua 1 300 marins français, puis la tentative de ralliement de Dakar à la France Libre en septembre 1940, repoussée par l'armée vichyste.
Sous-chef d'état-major des forces maritimes en octobre 1939, il a la charge de l'organisation des convois naviguant entre la métropole et l'outre-mer.

## Au service du régime de Vichy
À Vichy, le contre-amiral Auphan est un proche de l'Amiral Darlan, et des tenants d'une politique d'attentisme. Nommé chef d'état-major des forces maritimes, en août 1941, il maintient le contact avec la représentation diplomatique américaine à Vichy en lui transmettant des informations. Secrétaire d'État à la Marine à partir d'avril 1942, il s'oppose aux exigences allemandes en matière de tonnage marchand, se montrant, avec le général Weygand, l'un des plus farouches opposants à la politique de collaboration au sein du gouvernement de Vichy. Partisan d'une suspension des combats entre Français et Américains lors du débarquement anglo-américain en Afrique du Nord, le  8 novembre 1942, il s'oppose à ceux qui veulent continuer le combat aux côtés de l'Allemagne, tel le vice-amiral Platon.
Le 8 novembre 1942, c'est l'opération Torch. L'amiral Darlan négocie avec les alliés et reprend la lutte contre les puissances de l'Axe. En réaction les Allemands envahissent la zone libre et menacent de s'emparer de la flotte de Toulon. Le 11 novembre 1942, Auphan donne alors l'ordre aux amiraux Jean de Laborde, commandant les forces de haute mer, et André Marquis, préfet maritime de Toulon, de :
1. s'opposer, sans effusion de sang, à l'entrée des troupes allemandes dans les établissements, bases aériennes, ouvrages de la Marine ;
2. s'opposer à l'entrée des troupes allemandes à bord des bâtiments de la flotte ;
3. par des négociations locales, de s'efforcer d'arriver à un accord ;
4. en cas d'impossibilité, de saborder les bâtiments.

Depuis juin 1940, les consignes de sabordage existent. Elles émanent de l'amiral Darlan et sont destinées à rassurer les Britanniques sur l'attitude de la Marine nationale française dans l'hypothèse ou elle ne pourrait se soustraire à une agression ennemie. L'amiral Laborde refuse d'envoyer la flotte de Toulon vers l'Afrique du Nord, qui eût alors permis de renforcer les forces alliées anglo-americaines, et sabordent l'intégralité de la flotte dans la nuit du 26 au 27 novembre 1942, alors que les Allemands étaient sur le point de s'emparer de leurs bâtiments.
Après avoir vainement incité Philippe Pétain à quitter la métropole, le contre-amiral Auphan donne sa démission le 18 novembre 1942.
Il est chargé, le 11 août 1944, par Pétain, d'une démarche auprès du général de Gaulle afin qu'une passation de pouvoir soit officiellement menée. Il remet sa lettre de « plénipotentiaire » au général Juin le 27 août, mais de Gaulle refuse de le recevoir et ordonne son arrestation. 
Il a été décoré de l'ordre de la Francisque.

## Après 1945
Ayant fui le territoire libéré, il est jugé par contumace le 14 août 1946 par la Haute Cour de justice, qui le condamne aux travaux forcés, à l'indignité nationale à vie ainsi qu'à la confiscation de ses biens.
À son retour, un second procès, les 19 et 20 juillet 1955, le condamne à 5 ans de prison avec sursis et 5 ans d'indignité nationale. En 1956, le Conseil d'État le réhabilita dans son grade et ses droits à la pension.
Le contre-amiral Auphan consacre par la suite sa vie à l'écriture : proche du général Weygand et du colonel Rémy, il publie ses souvenirs et défend la thèse du double-jeu de Vichy, restant loyal à la mémoire de Pétain. De 1973 à 1976, il préside l'Association pour défendre la mémoire du maréchal Pétain.
Le contre-amiral Auphan signe généralement ses ouvrages de son dernier prénom, Paul, tout en gardant l'usage du premier, Gabriel, dans la vie courante.
Le contre-amiral Auphan est membre de l'Association des écrivains catholiques jusqu'à sa mort, survenue en 1982, à 87 ans. Son corps repose au petit cimetière de Saint-Jean-d'Aigremont, au-dessus de Villefranche-de-Rouergue.

## Publications
- La Lutte pour la vie 1940-1942 ou La Marine au service des Français (1947)
- Mensonges et vérité - Essai sur la France (1949)
- Les grimaces de l'histoire et l'histoire de mes trahisons (1951)
- Les échéances de l'histoire ou l'éclatement des empires coloniaux de l'Occident (1952)
- Le Drame de la désunion européenne (1955)
- La Marine dans l'histoire de France (1955)
- La Marine française dans la Seconde Guerre mondiale (1958)
- Histoire de la Méditerranée (1962)
- Histoire élémentaire de Vichy (1971)
- Histoire de la décolonisation (1975)
- L'honneur de servir (1978)
- Au service de l'Église (1988)